# رابرت سولوی
رابرت مارتین سولوی (به انگلیسی: Robert Martin Solovay) (زاده ۱۹۳۸ در بروکلین) ریاضیدان اهل آمریکا است. او در زمینه نظریه مجموعه ها کار می کند. 
سولوی در سال ۱۹۶۴ در دانشگاه شیکاگو زیر سرپرستی ساندرز مک لین دانش آموخته دوره دکترا شد. سپس به عنوان پژوهشگر پسادکتری به موسسه پژوهشهای پیشرفته رفت و پس از آن در دانشگاه برکلی به استادی رسید و سالها در آن دانشگاه به کار پرداخت. 
سولوی دستاوردهای بسیاری در نظریه اصل موضوعی مجموعه ها دارد. برای نمونه او در دهه ۱۹۷۰ نشان داد که قضیه "هر مجموعه از عددهای حقیقی اندازه پذیر لبگ است" با اصول موضوع تسرملو-فرانکل بدون اصل انتخاب سازگار است. 